# Bergåstjärnen, Härjedalen
Bergåstjärnen är en sjö i Härjedalens kommun i Härjedalen och ingår i Ljusnans huvudavrinningsområde.